# Shabynite
La shabynite è un minerale.